# A-dur

Znaki chromatyczne w gamie A-dur

Diagram akordu A-dur dla gitary

A-dur – durowa gama muzyczna, której toniką jest a.

Jej dźwięki to: a, h, cis, d, e, fis, gis. Tonacja A-dur zawiera trzy krzyżyki.
| Gama A-dur zapisana za pomocą przygodnych znaków chromatycznych | Audio playback is not supported in your browser. You can download the audio file.                                                                                         |
| Gama A-dur zapisana za pomocą znaków przykluczowych             | \relative f'{ \key a \major \override Staff.TimeSignature #'stencil = ##f \cadenzaOn a1 b cis d e fis gis a \cadenzaOff } \addlyrics { \small { a h cis d e fis gis a } } |

Pokrewną jej molową tonacją paralelną jest fis-moll, jednoimienną molową – a-moll.
A-dur to również akord, zbudowany z pierwszego (a), trzeciego (cis) i piątego (e) stopnia gamy A-dur. 
| Akord A-dur | Audio playback is not supported in your browser. You can download the audio file. |

Znane dzieła w tonacji A-dur:
- Wolfgang Amadeus Mozart – XXIII koncert fortepianowy (KV 488), XVIII Kwartet smyczkowy KV 464, Koncert klarnetowy (KV 622)
- Felix Mendelssohn - IV Symfonia Włoska
- Piotr Czajkowski – Kaprys Włoski
- Ludwig van Beethoven – VII Symfonia op. 92, Sonata na skrzypce i fortepian „Kreutzerowska” op. 47
- Mieczysław Karłowicz – Koncert skrzypcowy
- Fryderyk Chopin – Polonez A-dur op. 40 nr 1